# NK Posavac Posavski Podgajci
NK Posavac Posavski Podgajci je nogometni klub iz Posavskih Podgajaca. Trenutačno se natječe u 1. ŽNL Vukovarsko-srijemskoj.